# Neopanorpa latiseparata
Neopanorpa latiseparata är en näbbsländeart som beskrevs av Bicha 2010. Neopanorpa latiseparata ingår i släktet Neopanorpa och familjen skorpionsländor. Inga underarter finns listade i Catalogue of Life.